# Раду II Праснаглава
Раду II Праснаглава (також відомий як Раду Лисий, рум. Radu II Praznaglava — господар Волощини у роках 1420-1422, літом 1423, осінню 1424 і 1426-1427 з роду Басарабів.
Син господаря Мірча I Старого, посів трон після загибелі брата Михайла І Басараба. Визнав себе васалом султана Османської імперії Мурада II, згодився платити данину. Через це зустрівся з значним спротивом бояр, що підтримували його двоюрідного брата Дана ІІ і декілька разів скидали з престолу. Ця боротьба розпочала тривалу ворожнечу обох гілок роду Басарабів. Повертався за підтримки турків. Дан ІІ орієнтувався на союз з Угорським королівством. Пропустив 1421 через Волощину османське військо, яке спустошило Семигороддя. Зрештою був вбитий за наказу Дана ІІ. За його правління Волощина втратила Банат, Добруджу (плата за допомогу турків 1424), південну Бессарабію.